# 荒川義広
- 荒川 義広
- 荒川 義廣

荒川 義広（あらかわ よしひろ）は、戦国時代の武将。甲斐守。吉良氏から分かれた後期荒川氏の祖（前期荒川氏は戸ヶ崎氏の分流）。
諱は史料によって異なる。本項では義広に統一して解説する。

## 略歴
吉良（東条）持清の次男として誕生した。後期東条吉良（下吉良）氏の家督は兄・持広が継いだため、義広は別家・荒川家を興した。
享禄2年（1529年）、松平清康が吉良荘に侵攻した際、これに降った。『西尾市史』は、この2年前の大永7年（1527年）、荒川城を再建したと推測している。
永禄4年（1561年）、徳川家康による東条城城主・吉良義昭攻めに協力し、その軍功により、家康の妹・市場姫を娶った。永禄6年（1563年）、三河一向一揆の際、吉良義昭と共に一向衆に与して徳川軍と戦った。一揆軍は敗北し、義広は河内国へ出奔した。
その後の消息については、河内国において病死したとの所伝が『三河物語』第2中、『松平記』巻2に記されている。また一説に八面城を放棄した後、吉良荘寄近村に蟄居し、永禄9年（1566年）9月22日に死去したとの「三州本願寺宗一揆兵乱記」の記事があるという。また死因と没年については以下の異なった所伝がある。

## 墓所と没年および法名
墓所と没年および法名の所伝は以下のとおり（『西尾市史』に拠る）。
- 墓所：真成寺（愛知県西尾市八ツ面町）。五輪塔の下部が現存し「荒川氏」「仙林院殿之墳」と刻まれている。
  - 没年：永禄8年8月28日
  - 法名：仏林院殿前甲斐刕太守 花山洞栄大禅定門
- 墓所：法厳尼寺（同・寄近町）。五輪塔および宝篋印塔が現存。前掲「参河志」掲載の所伝では、その法名を仙林院花山洞栄居士と記し、同17巻「幡豆郡」寄近村の項には「荒川甲斐守頼持」父子の墓ありとしている。
  - 法名：仙林院花山洞栄居士
- 墓所：不退院（同・上道目記町）[1]。
  - 没年：義広は同地における戦闘により、永禄10年（1567年）9月29日、戦死したとされる（『福地村誌』）[1]。
  - 法名：不退院殿智空上衍大居士[10]。
  - ここは市場姫の墓所ともなっており、墓と位牌がある[1]。夫妻の葬儀はここで営まれた。また義広は菩提所である不退院の再建に尽力し、功績を残した城主として寺記にその名を残している（この部分につき「西尾市史」未掲載）。

## 諱について
義広の諱は下記のように諸説ある。『西尾市史』は、義広を祖とする後期荒川氏の系図についても触れ、信頼すべき一級のものがないのは、子孫が絶えてしまったからとする。
- 義広 - 『寛政重修諸家譜（以下、寛政譜）』[2]、養寿寺蔵「吉良氏系図」、『参河志』、不退院文書
- 義弘 - 『寛政譜』[2]、「士林泝洄」、真成寺文書[12]、久麻久神社奉納額、「試料編輯取調簿」（明治21年）[13]、尾州荒川氏系図
- 頼持 - 「柳営婦女伝系」、『三河国二葉松』[14]、『参河志』（古城）、『姓氏家系大辞典』、「西尾城主由来書」、「西尾草創伝」
- 義等 - 寄近村高橋家文書、『西尾私史』、『三河堤』、『三州本願寺宗一揆兵乱記』
- 義虎 - 『神武創業緑』、『家忠日記増補』
- 頼時 - 『西尾草創伝』

（主に『西尾市史』を参照）

## 義広の子
尾張藩家臣の荒川家は義広の子孫といわれる。「士林泝洄」巻37「荒川」には、義広の子として次の3名が掲げられている。
- 次郎九郎弘綱 - 徳川家康に召し出されて3000石を与えられ、その命により穴山梅雪の娘を娶り、その家督を継いだ。嗣子なく、そのため松平定綱を養子とした。慶長4年伏見において没したが（『寛政譜』新訂1巻「久松松平」299頁）、その後、定綱は松平に復したため絶家となる。
- 平右衛門家儀 - 家康に仕え、のち松平忠吉付きとなった[2]。慶長5年（1600年）武蔵国・忍城下において没した。その子・三郎次郎弘秋も忠吉に仕え、のち徳川義直に仕えた[2]。子孫は尾張藩士となっている[2]。
- 木崎殿 - 松平親能室。親能との間に酒井忠勝正室、筒井主殿助室、松平主水助（早世）をもうける。

## 真成寺
真成寺（）は、義広を開基とする。永禄5年（1562年）、義広により建立された。